# Ждановский (Челябинская область)
Ждановский — посёлок в Кизильском районе Челябинской области России. Входит в состав Уральского сельского поселения.

## География
Находится в юго-западной части района, на берегу реки Большой Караганки. Расстояние до районного центра, села Кизильское, 40 км.

## История
Поселок вырос на месте хутора, основанного после 1889 года в черте Кизильского станичного юрта. Первоначально на левом берегу реки стояло несколько домов купца Жданова, отсюда название посёлка.

## Население
| 2002 | 2010 |
| ---- | ---- |
| 232  | ↘215 |

В 1900 году — 197 человек, в 1926 году — 340 человек, в 1970 году — 335 человек, в 1975 году — 271 человек, в 1983 году — 302 человек, в 1995 году — 271 человек.

## Улицы
- Ветеранов,
- Молодёжная,
- Центральная.